# 위 소백
위 소백(衛昭伯, ? - ?)은 성은 희(姬) 이름은 석(碩)이다. 선공(宣公)의 셋째 아들로, 서자라는 설과 이강(夷姜)의 셋째 아들이라는 설이 있다. 위 혜공의 이복 형이다.
제 양공의 계략에 따라 죽은 위 선공의 부인이었던 제나라 공주 선강(宣姜)과 결혼하여 3남 2녀를 두었다. 세 아들 중 둘째 아들은 대공, 셋째 아들은 문공이 되었다. 두 딸은 송 선공과 허 목공의 부인이 되었다.

## 기타
그의 부인 선강은 본래 그의 형 또는 이복형인 급자와 결혼하기로 한 것이었으나 아버지 위 선공이 취하여 아내로 맞았다. 그런데 소백의 둘째 딸 허목공부인은 절개를 지킨 여성으로 유명하다.

## 같이 보기
- 위 선공
- 위 혜공
- 위 대공
- 위 문공
- 선강
- 이강